# Hippasteria leiopelta
Hippasteria leiopelta är en sjöstjärneart som beskrevs av Fisher 1910. Hippasteria leiopelta ingår i släktet Hippasteria och familjen ledsjöstjärnor. Inga underarter finns listade i Catalogue of Life.